# Euro Commercial Bank

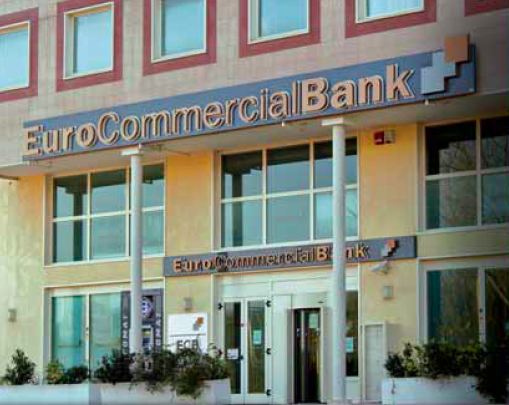
Sede e Direzione Generale, Euro Commercial Bank S.p.A.

La Euro Commercial Bank è stata una banca della Repubblica di San Marino nata a Rovereta, curazia (frazione) di Serravalle il 27 marzo 2000. Il capitale sociale era di 30.000.000 euro.

## Storia
Nel settembre 2013 attivi e passivi sono stati trasferiti a Banca CIS. Nel marzo 2017 Euro Commercial Bank S.p.A., non più operativa dal 2013, è stata posta dalla Banca Centrale della Repubblica di San Marino in liquidazione coatta amministrativa. Le è stata anche revocata l'autorizzazione all'esercizio. Stessi provvedimenti per la controllata Fincompany S.p.A.

## Azionisti
Questi gli azionisti con quote superiori al 2% nel settembre 2013:
- 67,80% Fides S.r.l. - Società fiduciaria (Italia)
- 13,20% Società italiana di Revisione e Fiduciaria S.I.RE.F. S.p.A. (Italia)
- 6,50% Silvano Gerani (Italia)
- 2,50% Patrizia Gerani (Italia)
- 2,50% Paolo Gerani (Italia)
- 2,50% Giuliana Marchini (Italia)
- 2,50% Enzo Zafferani (Italia)